# NXT TakeOver: New Orleans
NXT TakeOver: New Orleans – gala wrestlingu wyprodukowana przez federację WWE dla zawodników z brandu NXT. Odbyła się 7 kwietnia 2018 w Smoothie King Center w Nowym Orleanie w stanie Luizjana. Emisja była przeprowadzana na żywo za pośrednictwem WWE Network. Była to dziewiętnasta gala z cyklu NXT TakeOver.

## Produkcja
NXT TakeOver: New Orleans oferowało walki profesjonalnego wrestlingu z udziałem wrestlerów z brandu NXT. Oskryptowane rywalizacje (storyline’y) kreowane są podczas cotygodniowych gal NXT. Wrestlerzy są przedstawieni jako heele (negatywni, źli zawodnicy i najczęściej wrogowie publiki) i face’owie (pozytywni, dobrzy i najczęściej ulubieńcy publiki), którzy rywalizują pomiędzy sobą w seriach walk mających budować napięcie. Kulminacją rywalizacji jest walka wrestlerska lub ich seria. NXT TakeOver: New Orleans była drugą galą cyklu TakeOver wyprodukowaną w 2018.

### Rywalizacje
28 lutego podczas odcinka tygodniówki NXT Andrade „Cien” Almas i Zelina Vega celebrowali zwycięstwo Almasa nad Johnnym Gargano podczas gali NXT TakeOver: Philadelphia. Po chwili do ringu wkroczyli Aleister Black i Killian Dain, a moment później wywiązała się bijatyka trzech zawodników. 7 marca Black pokonał Daina w walce o miano pretendenta do tytułu NXT Championship i ogłoszono jego walkę z Almasem na gali TakeOver: New Orleans.
Podczas gali NXT TakeOver: Philadelphia Ember Moon pokonała Shaynę Baszler i obroniła NXT Women's Championship. Po walce Baszler zaatakowała Moon. 7 lutego podczas odcinka tygodniówki NXT, Baszler powiedziała w ringu, że Moon się jej boi. Ukazano wiadomość od Moon, w której mistrzyni wyzwała Baszler do walki podczas przyszłotygodniowego epizodu. Rewanż zakończył się dyskwalifikacją, gdyż Kairi Sane zaatakowała Baszler podczas walki. 28 lutego Baszler pokonała Sane w singlowej walce. 14 marca podczas odcinka NXT, Baszler zaatakowała Dakotę Kai i Lacey Evans, które moment wcześniej toczyły walkę. Na arenie pojawiła się Moon, która zdołała przegonić swoją rywalkę.
21 lutego podczas odcinka tygodniówki NXT, generalny menadżer brandu William Regal ogłosił powrót turnieju Dusty Rhodes Tag Team Classic, zaś ich zwycięzcy zawalczą o NXT Tag Team Championship podczas gali TakeOver: New Orleans. Swoje pojedynki wygrali The Street Profits (Angelo Dawkins i Montez Ford), The Authors of Pain (Akam i Rezar), Sanity (Alexander Wolfe i Eric Young) oraz Pete Dunne i Roderick Strong. Półfinały wygrali The Authors of Pain oraz Dunne i Strong. Finał pomiędzy obiema drużynami zakończył się bez rezultatu, gdyż zostali zaatakowani przez posiadaczy NXT Tag Team Championship The Undisputed Era (Adama Cole'a i Kyle’a O’Reilly’ego). William Regal ogłosił, że trzy drużyny zawalczą o NXT Tag Team Championship oraz trofeum Dusty Rhodes Tag Team Classic podczas gali TakeOver: New Orleans.

## Lista walk
| Nr                                                                                    | Wyniki | Stypulacje                                                                                       | Czas  |
| ------------------------------------------------------------------------------------- | --- | ------------------------------------------------------------------------------------------------ | ----- |
| 1N                                                                                    | Bianca Belair pokonała Dakotę Kai | Singles match                                                                                    | 7:43  |
| 2N                                                                                    | Heavy Machinery (Otis Dozovic i Tucker Knight) vs. Riddick Moss i Tino Sabbatelli zakończyło się bez rezultatu                           | Tag Team match                                                                                   | 6:02  |
| 3                                                                                     | Adam Cole pokonał EC3, Killiana Daina, Larsa Sullivana, Ricocheta i Velveteena Dreama                                                    | Ladder match o NXT North American Championship                                                   | 31:24 |
| 4                                                                                     | Shayna Baszler pokonała Ember Moon (c)                                                                                                   | Singles match o NXT Women’s Championship                                                         | 12:56 |
| 5                                                                                     | The Undisputed Era (Adam Cole i Kyle O’Reilly) (c) pokonali The Authors of Pain (Akama i Rezara) oraz Rodericka Stronga i Pete’a Dunne’a | Triple Threat Tag Team match o NXT Tag Team Championship i trofeum Dusty Rhodes Tag Team Classic | 11:38 |
| 6                                                                                     | Aleister Black pokonał Andrade „Cien” Almasa (c) (z Zeliną Vegą)                                                                         | Singles match o NXT Championship                                                                 | 18:30 |
| 7                                                                                     | Johnny Gargano pokonał Tommaso Ciampę | Unsanctioned match Jeśli Gargano wygra, zostanie przywrócony w roli zawodnika do brandu NXT.     | 37:06 |
| (c) – mistrz/mistrzyni przed walkąN – walka była nagrywana do oddzielnego odcinka NXT | |                                                                                                  |       |

### Dusty Rhodes Tag Team Classic
|  | Ćwierćfinały NXT (7 marca, 15 marca)              | Ćwierćfinały NXT (7 marca, 15 marca) |                     |      | Półfinały | Półfinały |  |  | Finał | Finał |
|  |                                                   |                                      |                     |      |           |           |  |  |       |       |
|  |                                                   |                                      |                     |      |           |           |  |  |       |       |
|  |                                                   |                                      |                     |      |           |           |  |  |       |       |
|  | The Street Profits (Angelo Dawkins i Montez Ford) | Pin                                  |                     |      |           |           |  |  |       |       |
|  | The Street Profits (Angelo Dawkins i Montez Ford) | Pin                                  |                     |      |           |           |  |  |       |       |
|  | Heavy Machinery (Otis Dozovic i Tucker Knight)    | 3:46                                 |                     |      |           |           |  |  |       |       |
|  | Heavy Machinery (Otis Dozovic i Tucker Knight)    | 3:46                                 | The Street Profits  |      |           |           |  |  |       |       |
|  |                                                   |                                      |                     |      |           |           |  |  |       |       |
|  |                                                   | The Authors of Pain                  | Pin                 |      |           |           |  |  |       |       |
|  | TM-61 (Nick Miller i Shane Thorne)                | The Authors of Pain                  | Pin                 | 8:03 |           |           |  |  |       |       |
|  | TM-61 (Nick Miller i Shane Thorne)                |                                      |                     | 8:03 |           |           |  |  |       |       |
|  | The Authors of Pain (Akam i Rezar)                | Pin                                  |                     |      |           |           |  |  |       |       |
|  | The Authors of Pain (Akam i Rezar)                | Pin                                  | The Authors of Pain |      |           |           |  |  |       |       |
|  |                                                   |                                      |                     |      |           |           |  |  |       |       |
|  |                                                   | Pete Dunne i Roderick Strong         | [ a ]               |      |           |           |  |  |       |       |
|  | Riddick Moss i Tino Sabbatelli                    | Pete Dunne i Roderick Strong         | [ a ]               |      |           |           |  |  |       |       |
|  |                                                   |                                      |                     |      |           |           |  |  |       |       |
|  | Sanity (Alexander Wolfe i Eric Young)             | Pin                                  |                     |      |           |           |  |  |       |       |
|  | Sanity (Alexander Wolfe i Eric Young)             | Pin                                  | Sanity              |      |           |           |  |  |       |       |
|  |                                                   |                                      |                     |      |           |           |  |  |       |       |
|  |                                                   | Pete Dunne i Roderick Strong         | Pin                 |      |           |           |  |  |       |       |
|  | Danny Burch i Oney Lorcan                         | Pete Dunne i Roderick Strong         | Pin                 |      |           |           |  |  |       |       |
|  |                                                   |                                      |                     |      |           |           |  |  |       |       |
|  | Pete Dunne i Roderick Strong                      | Pin                                  |                     |      |           |           |  |  |       |       |
|  | Pete Dunne i Roderick Strong                      | Pin                                  |                     |      |           |           |  |  |       |       |